# Episodi de L'ispettore Coliandro (seconda stagione)
La seconda stagione della serie televisiva L'ispettore Coliandro è stata trasmessa in prima visione in Italia da Rai Due dal 20 gennaio al 10 febbraio 2009. Girata tra la primavera e l'autunno del 2007, è stata presentata nel febbraio 2008 nell'ambito dell'Officinema Festival di Bologna.
| nº | Titolo italiano             | Prima TV Italia  |
| -- | --------------------------- | ---------------- |
| 1  | La pistola                  | 20 gennaio 2009  |
| 2  | Sesso e segreti             | 27 gennaio 2009  |
| 3  | Doppia rapina               | 3 febbraio 2009  |
| 4  | Mai rubare a casa dei ladri | 10 febbraio 2009 |

## La pistola
- Diretto da: Manetti Bros.
- Scritto da: Carlo Lucarelli, Giampiero Rigosi e Andrea Cotti

### Trama
Un uomo sta percorrendo la tangenziale a bordo di un suo camion, ma si rende conto di essersi perso. Viene notato da due agenti della polizia municipale, che gli si accostano con la loro auto di servizio e gli chiedono che cosa sta succedendo. L'uomo spiega loro di essersi perso: deve raggiungere un determinato luogo nella zona industriale. I vigili urbani si dimostrano generosi e gli dicono di seguirlo, perché saranno loro stessi ad "accompagnarlo", ossia andando anche loro nel posto che lui ha indicato. Quando sono arrivati, l'uomo li ringrazia e gli fa cenno che possono andarsene. Dall'interno dell'edificio, un gangster pelato si arrabbia perché quell'uomo è stato così idiota da portarsi dietro i vigili urbani. Questi ripartono per tornarsene in centro, ma poi hanno un ripensamento: intuendo che c'è qualcosa che non quadra, reinvertono la marcia con l'evidente intenzione di scendere per dare una controllata. A questo punto, vengono immediatamente bloccati dai gangster, che li uccidono con delle raffiche di mitra.
Coliandro sta effettuando un servizio di prevenzione dello spaccio di droga in un locale notturno, insieme ad una nuova poliziotta: l'agente Balboni, alla sua prima apparizione. Coliandro, tra sé e sé, le ha affibbiato il soprannome Rambo. Usciti dal locale, Coliandro esterna una serie di pregiudizi e di stereotipi nei confronti della sua collega. Dapprima vuole imporsi in quanto più alto in grado, poi le dice che una donna non può essere considerata allo stesso livello di uomo, almeno per quanto riguarda l'abilità fisica nel contrastare eventuali malintenzionati. La Balboni reagisce dandogli immediatamente una prova di forza, dimostrando di essere in grado di avere la meglio sull'ispettore nonostante lei sia una donna e per giunta di statura medio-bassa. Questo alterco viene interrotto quando i due poliziotti si accorgono che ci sono tre persone incappucciate che stanno tentando di rubare un'automobile. Due di loro scappano da una parte e vengono inseguiti da Coliandro, l'altro scappa in direzione opposta e viene inseguito dalla Balboni. Per Coliandro l'inseguimento si rivela molto difficoltoso, perché i ladri dimostrano un'abilità fisica ben superiore alla sua. Coliandro riesce a prendere uno dei due, ammanettandolo a sé. Poi, quando gli scopre il volto, resta esterrefatto perché si trova davanti una ragazza, e anche molto bella. Approfittando della sua distrazione, la giovane sottrae la pistola di ordinanza che Coliandro teneva incautamente nel taschino interno della giacca (in quel momento aperta). Lei spara alla catena per liberarsi dalle manette, poi punta la pistola contro il poliziotto, facendogli capire che non deve inseguirla. Coliandro torna indietro, amareggiato per il mancato arresto e dispiaciuto per il furto della pistola. Ritrova la Balboni, che invece è riuscita ad arrestare il terzo ladro che era scappato separandosi dai due compagni.
Coliandro vorrebbe parlare con il ladro arrestato dalla Balboni per farsi rivelare il nome dei suoi due compagni e quindi trovare almeno la ragazza, allo scopo di riprendersi la sua pistola di ordinanza, che per lui ha anche un valore affettivo, oltre che economico. Ma il ladro è già stato immediatamente rilasciato. I suoi compagni vorrebbero ricongiungersi con lui al momento del rilascio, ma si nascondono perché notano che ad attendere il loro amico ci sono anche i gangster che ad inizio episodio avevano ucciso i due agenti della polizia municipale. Il capo di questi gangster si chiama Darko: lo rivela l'ispettore Borromini a Coliandro che era appunto andato da lui per chiedergli qualche informazione. Coliandro ha visto una foto in cui riconosce la ragazza che gli ha sottratto la pistola, e Borromini gli spiega di non sapere il nome della ragazza, in quanto le foto sono state scattate nell'ambito di un'indagine sull'altro uomo ritratto in quella foto, il gangster pelato che si chiama appunto Darko, un criminale serbo con un passato da combattente nelle guerre dei Balcani negli anni novanta.
Darko e i suoi scagnozzi stanno torturando l'uomo che hanno prelevato con la forza appena era uscito dall'istituto penitenziario. Lui afferma di non sapere dove si trova Jelena, rivelando quindi il nome della ragazza che ha rubato la pistola a Coliandro. L'altro è il fratello di Jelena, e Darko chiede al torturato per quale motivo si ostini a proteggere Jelena e il fratello. L'amico di Jelena non cede e continua con fierezza ad esternare il suo disprezzo verso il criminale che lo sta uccidendo. Darko ordina ai suoi scagnozzi di portare il cadavere in un posto dove possa essere facilmente ritrovato, così che Jelena e il fratello vengano a sapere che il loro amico è stato ucciso. Jelena abbandona il fratello davanti da un ospedale, su richiesta del suo stesso fratello che non vuole essere d'impiccio per la sua fuga, viste le sue pessime condizioni di salute.
Darko e i suoi scagnozzi vanno in campagna, nella dimora di una ragazza che evidentemente è amica di Jelena. La ragazza è sposata con un uomo molto più anziano di lei, il quale vorrebbe reagire alla prepotenza degli intrusi, ma la moglie lo implora di non fare nulla, perché altrimenti finirebbero per essere uccisi entrambi. Darko insiste perché è convinto che lei sappia dove si trova Jelena, poi riceve una telefonata. Un boss della camorra gli dice di essere preoccupato per l'andamento di un affare che devono fare insieme, e quindi gli comunica di essere sul procinto di partire per Bologna allo scopo di incontrarlo personalmente. Poi Darko e suoi scagnozzi se ne vanno via.
Coliandro va in armeria per comperare una nuova pistola, facendosi accompagnare dall'ispettore Gamberini. Gamberini, come la Balboni è alla sua prima apparizione, ciononostante dimostra di conoscere Coliandro da molto tempo e afferma di considerarlo come un amico o un fratello minore. Coliandro lo chiama con il soprannome "Gambero" e ironizza sulla sua laurea breve in psicologia, ma Gamberini difende la validità e l'importanza del suo titolo di studio.
Il boss che aveva precedentemente telefonato a Darko è arrivato a Bologna. È il casalese Scognamiglio, noto negli ambienti della camorra come "il chiattone", soprannome chiaramente dovuto al suo forte sovrappeso. Darko e Scognamiglio si disprezzano a vicenda e parlano male l'uno dell'altro alle spalle. Scognamiglio raggiunge Darko in una saletta privata del suo locale notturno, e dice al serbo che il suo modo di fare non è accettabile. L'uccisione di quei due vigili urbani crea molti danni, perché con le indagini in corso è molto più rischioso portare a termine l'affare che avevano concordato. Scognamiglio dice a Darko di tenersi il camion ancora per un po', in attesa che l'attenzione degli inquirenti si rivolga altrove. Nel frattempo Coliandro si trova nello stesso locale, avendo saputo che Jelena lavorava lì come cameriera. Chiede informazioni alle varie ragazze, non sa ancora il nome di Helena, quindi cerca di fornire una descrizione fisica, ma le ragazze non collaborano e cercano soltanto di farlo bere. Accanto a lui si trova il geometra Zoboli, che non ha capito di avere a che fare con un poliziotto, e quindi gli dice che la descrizione da lui fornita corrisponde a una ragazza di nome Jelena, che però si limitava solamente a fare la cameriera. Il geometra rivela a Coliandro che le altre ragazze fanno anche altro, e scende nei dettagli. Il gregario di Scognamiglio capisce che Coliandro è un poliziotto, e corre nella stanza privata per riferirlo. Darko va subito a parlarci: Coliandro gli chiede di Jelena ma Darko finge di non conoscerla nemmeno. Coliandro, capendo che Darko nasconde qualcosa, reagisce stizzito e ha un atteggiamento da duro, come i suoi idoli cinematografici.
Il giorno dopo, Coliandro viene convocato dal commissario De Zan nel suo ufficio, dove trova anche la PM Longhi che gli dice che ha combinato un bel guaio. L'avvocato di Darko (su mandato di Scognamiglio, ma i nostri non lo sanno) ha protestato vivamente per il comportamento di Coliandro, chiedendo di lasciare in pace il proprietario del night club. Coliandro ha quindi involontariamente mandato a monte l'indagine che la Longhi e De Zan stavano mandando avanti. Quando Coliandro sta facendo ritorno a casa, i guai per lui proseguono: Jelena lo ha trovato, gli punta la pistola in testa e gli prende anche la seconda pistola, quella appena comprata insieme a Gamberini. Jelena minaccia Coliandro con entrambe le pistole e si fa portare nel suo appartamento. Sempre tenendolo in pugno con le pistole, la ragazza spiega all'ispettore di aver saputo che lui era andato al night club e aveva tenuto testa a Darko, per questo ha deciso di chiedergli il suo aiuto. Lei è disposta a fornirgli informazioni sull'affare tra il clan serbo e il clan camorristico, ma in cambio gli chiede di uccidere Darko, perché altrimenti Darko continuerà sempre a darle la caccia. Coliandro allora chiama Gargiulo, che nel frattempo stava mangiando, dicendogli di raggiungerlo perché aveva bisogno di aiuto: arrivato sul posto, l'ispettore gli spiega la situazione, dopodiché Jelena sequestra a entrambi il cellulare, per evitare che possano chiamare i rinforzi. A questo punto, si recano al magazzino, convinti che a sorvegliarlo ci siano due persone ma invece è pieno di scagnozzi armati fino a denti: dopo il conflitto a fuoco, i nostri amici scappano con il furgone assieme alla ragazza e Darko, uscendo dal magazzino, dà l'ordine di inseguirli e subito dopo uccide Scognamiglio, che lo aveva insultato per via dell'irruzione di Coliandro, ruba le chiavi della macchina dello stesso Scognamiglio e si getta anche lui all'inseguimento. Mentre stanno fuggendo, Coliandro ordina a Gargiulo di chiamare i rinforzi con la radio del furgone ma la ragazza lo ferma e, proprio in quell'istante, si trovano davanti Darko, i quali ha bloccato la strada e punta addosso loro la pistola: l'ispettore allora accelera per cercare di spaventarlo ma è inutile perché l'uomo spara, facendoli uscire dalla strada principale per ritrovarsi in una di campagna. Coliandro si ricorda che da quelle parti c'è uno spaccio della polizia e allora decide di sfondare il cancello per attirare l'attenzione, soltanto che così facendo lui e Gargiulo sfondano il finestrino e cadono per terra e Jelena rimane sul furgone apparentemente ferita. Sentendo tutto questo casino, escono due uomini armati con il cane, i quali uccidono il primo scagnozzo ma quando arriva Darko li ammazza entrambi assieme all'animale: poco dopo, l'uomo si dirige verso Coliandro per finirlo, ma l'ispettore con un calcio lo disarma e nel corpo a corpo successivo sembra che debba andare male ma irrompe sulla scena Jelena che punta la pistola a Darko con l'intenzione di ucciderlo. Coliandro cerca di dissuaderla dal premere il grilletto ma la ragazza non lo ascolta e uccide il killer e l'ispettore sviene alla vista di quella scena: quando rinviene, scopre che il camion conteneva materiale radioattivo e che il fratello di Jelena è morto di leucemia facendo l'autista per Darko e che il traffico. Dopo i soliti convenevoli della Longhi e di De Zan, i quali non lo ringraziano per il lavoro svolto, l'ispettore va a salutare Jelena per l'ultima volta, prima che venga portata via.
- Protagonista femminile: Xhilda Lapardhaja (Jelena Nikovic).
- Altri interpreti: Antonino Iuorio (Scognamiglio detto "il chiattone"), Damir Todorovic (Darko), Alisa Bystrova, Bruno Corazzari (coltivatore diretto), Giorgio Comaschi (geometra Zoboli), Kastriot Sheni, Valon Ratkoceri, Catalin Gheorghe, David White e Francesco De Rienzo.

## Sesso e segreti
- Diretto da: Manetti Bros.
- Scritto da: Andrea Cotti e Andrea Magnani.

### Trama

Gloria Bellicchi (Claudia)

Eva e Sara, due prostitute di alto bordo, si stanno recando nell'abitazione del signor Dorrico, che è un cliente abituale di Eva. Mentre si accingono a entrare, Sara esprime le sue perplessità ad Eva: trova strana questa improvvisa richiesta di un rapporto a tre, e inoltre è stupita dall'abnorme quantità di telecamere. Eva le dice di non preoccuparsi. Dorrico fa entrare le due prostitute: mostra apprezzamento per la nuova arrivata Sara, e le chiede di andare in bagno per indossare il costume che le ha messo a disposizione per il gioco di ruolo erotico che vorrebbe fare. L'abitazione di Dorrico sembra un bunker, per il sistema di sicurezza e per le telecamere con cui egli può spiare nelle varie stanze della casa. Mentre Dorrico è concentrato nel visionare la diretta del bagno dove Sara è entrata per cambiarsi, Eva riesce di soppiatto a disattivare il sistema di sicurezza, e manda un SMS a qualcuno, una persona con cui evidentemente c'è un accordo per poter riuscire a entrare in quella casa senza il consenso di Dorrico. Poi Eva inizia a stuzzicare eroticamente Dorrico, chiedendogli di consumare un rapporto sessuale a due, prima che Sara arrivi. I due si mettono sul divano, ma Dorrico ha sul collo uno spago con una chiavetta USB. Eva gli chiede per quale motivo lui porti sempre quella strana cosa senza lasciarla nemmeno durante i rapporti sessuali. Lui se la toglie dal collo e la infila in una tasca interna della giacca. A questo punto, senza farsi sentire, l'uomo che era stato avvisato da Eva si introduce furtivamente nell'abitazione. Dorrico è rivolto verso Eva e non si accorge di nulla: l'uomo lo afferra da dietro e gli spara un colpo di pistola in testa, uccidendolo immediatamente. Eva resta inorridita e urla a quell'uomo che non erano questi gli accordi, perché lui le aveva detto di voler solamente parlare con Dorrico. L'assassino, senza degnarla di una risposta, la colpisce con violenza e la trascina in un'altra stanza, su un letto matrimoniale. Sara si è intanto travestita e non si è ancora accorta di nulla. Quando vede che Dorrico è morto, la sua collega inizia a urlare dall'altra stanza, supplicandola di aiutarla. Il killer si stupisce: non era previsto che ci fosse una seconda prostituta quella sera, e quindi si sbriga a portare a termine il suo infame compito, uccidendo l'ingenua Eva per strangolamento, in modo da farla sembrare come una vittima di un gioco sadomaso finito male. Sara, ovviamente, non può fare nulla contro un killer armato, e quindi si preoccupa soltanto della propria salvezza, abbandonando la collega al suo triste destino. Si infila la giacca di Dorrico e scappa via terrorizzata.
Quella stessa sera, Coliandro si trova in un bar. È andato ad assistere la Balboni e Gamberini che stanno scattando delle foto appostati in un appartamento vicino al bar, nell'ambito di un'indagine antidroga. Coliandro è andato da loro in maniera ufficiosa, perché si è stufato di stare all'ufficio scomparsi. Coliandro chiede tre caffè da portare via. Mentre il barista glieli prepara, si avvicina a lui una donna giovane e bellissima, con un trucco raffinato e un elegante vestito da sera. Gli dice di non voler dormire per quella notte, poi gli chiede di attenderla qualche minuto. Coliandro si vanta immediatamente con il barista per essere riuscito a "fare colpo" su una donna di quel livello, ma il barista gli risponde di non illudersi. È in realtà una prostituta, di quelle particolarmente costose. Coliandro, essendo un uomo che ritiene avvilente pagare per il sesso, se ne va via con i tre caffè.
Tornato nell'appartamento dove sono appostati la Balboni e Gamberini, in momento in cui i due si sono allontanati, Coliandro inizia a maneggiare la pesante macchina fotografica analogica che i due stavano utilizzando, nonostante gli fosse stato detto di non toccare nulla. Senza rendersene conto, ha fotografato Claudia, la prostituta che poco prima aveva tentato di adescarlo, che era stata raggiunta in quel momento da Sara, spaventata per sé stessa e addolorata per l'uccisione di Eva. Gamberini comunica alla Balboni di dover andare via, perché c'è un nuovo crimine violento di cui occuparsi (quello compiuto dal misterioso killer). Coliandro si impossessa del rullino, sostituendolo con uno a caso tra gli altri rullini a disposizione, poi segue i due colleghi sulla scena del delitto. Arrivati a casa di Dorrico, la Longhi e De Zan ipotizzano proprio ciò che il killer voleva: vale a dire che Dorrico, libero professionista nel settore della gestione dati, abbia involontariamente ucciso la prostituta Eva durante un gioco erotico perverso con le manette e le funi, e che poi si sia suicidato per i sensi di colpa (lo spietato killer in realtà gli ha messo in mano l'arma del delitto). Si accorgono che le telecamere erano state disattivate e quindi non c'è la certezza assoluta sulla veridicità della loro prima ipotesi. Inoltre, notano da un'altra telecamera che in casa c'era un'altra donna, presumibilmente anche lei prostituta.
Coliandro chiede a Gargiulo di sviluppare il rullino, e si accorge che una delle due donne da lui fotografate è la stessa che stava a casa di Dorrico. Poi, con la sua consueta spavalderia, accede le luci e danneggia irrimediabilmente lo sviluppo delle altre fotografie del rullino, quelle che erano state scattate dalla Balboni e da Gamberini. Nel frattempo, Claudia ha deciso di offrire ospitalità a Sara, e la porta nel suo secondo appartamento, quello che utilizza soltanto per ricevere i clienti. Lo spietato killer va a parlare con l'uomo che gli ha commissionato il duplice omicidio di Dorrico e di Eva. Il killer comunica al suo mandante che si è verificato un imprevisto: Eva non gli aveva comunicato che all'ultimo momento Dorrico aveva voluto due prostitute anziché solo una come al solito. Il mandante, evidentemente un colletto bianco, gli chiede con assoluta indifferenza se anche questa seconda prostituta è stata uccisa, e il killer gli promette che lo farà presto. Inoltre, nella fretta imprevista, il killer non ha potuto recuperare la chiavetta USB che Dorrico teneva sempre con sé.
Il commissario De Zan urla contro la Balboni e Gamberini, che hanno dovuto comunicargli di aver perso il rullino con le varie foto dell'indagine antidroga. Coliandro, che si trova lì vicino, omette di dire loro di essere stato lui stesso a trafugare quel rullino e poi a rovinarne quasi l'intero contenuto. Vistosi impossibilitato a consegnare anche le poche foto buone (perché altrimenti rischiava di essere sanzionato da De Zan per aver sabotato il lavoro dei suoi colleghi), Coliandro inizia ad indagare per conto suo. Riesce a rintracciare Claudia e le chiede se sa dove è Sara. Claudia, pur con un modo di fare gentile, non vuole collaborare con Coliandro. Quest'ultimo usa un linguaggio rozzo e offensivo nei suoi confronti, la tratta con un inutile e controproducente atteggiamento di superiorità. Allora Claudia, con una scusa, riesce ad allontanarsi da lui. Il killer si è introdotto nell'abitazione di Sara, e ha digitato l'ultimo numero chiamato, ossia il numero del secondo appartamento di Claudia. Sara stessa risponde alla telefonata muta, così il killer sa dove trovarla. Questa facilità nel reperire gli indirizzi delle persone, unitamente al dialogo avuto con il suo mandante, fanno comprendere che il killer è un ex agente deviato dei servizi segreti o qualcosa del genere. Sara capisce di aver inavvertitamente preso la chiavetta USB dal povero Dorrico, poi si accorge che il killer l'ha trovata, ma riesce a sfuggirgli una seconda volta. Il killer viene poi visto anche da Claudia, che quindi decide di dare una seconda possibilità a Coliandro, e si reca nel suo ufficio per chiedergli il suo aiuto. Claudia e Coliandro si recano insieme nell'appartamento lavorativo di lei, dove anziché Sara trovano solo il killer, che tenta di soffocare Coliandro ma poi preferisce darsi alla fuga. Claudia colpisce erroneamente Coliandro con un potente calcio ai testicoli, e per scusarsi (ma anche per farsi proteggere da lui) gli chiede di andare con lei nel suo primo appartamento, quello dove vive. Coliandro commette una seconda gaffe, offendendo nuovamente Claudia per il lavoro che fa, anche se questa volta lo ha fatto ingenuamente, senza la tracotanza di prima. Claudia vorrebbe sapere da Coliandro che cosa sta succedendo con Sara e con quel killer, ma il poliziotto non è in grado di dirle nulla. Claudia, inoltre, gli spiega di aver scelto di diventare una squillo di lusso perché il suo titolo di studio, la laurea in archeologia, non è per nulla spendibile nel mondo del lavoro, e comunque le sarebbe insufficiente per vivere autonomamente. Poi Claudia propone a Coliandro di passare la notte insieme: lui rifiuta passando per un gentiluomo, ma in realtà rifiuta perché il dolore provocatogli dal calcio gli impedisce di essere sessualmente attivo.
Un magnaccia va a parlare con la Longhi e con De Zan, dicendole che la vera colpevole del duplice omicidio è proprio Sara, che era follemente innamorata di Eva, e ha avuto un raptus di gelosia quando l'ha vista consumare dei rapporti sessuali con un'altra persona. Sara, dopo essere sfuggita per due volte al killer che vuole ucciderla, va a casa di uno dei suoi clienti più assidui, un esperto informatico, noto con il soprannome de "lo smanettone". Dopo aver fatto sesso con lui, Sara gli chiede di vedere cosa c'è in quella chiavetta che sta causando una tale perdita di vite umane. Lo smanettone vede che ci sono svariati documenti riservati e compromettenti, che dimostrano i collegamenti tra i servizi segreti privati e alcune importanti s.p.a., tra cui anche una nota società telefonica. Lo smanettone, nonostante in passato avesse dichiarato più volte di amare Sara e di voler intraprendere una vera relazione con lei, appena fa questa scoperta cambia completamente atteggiamento: insulta pesantemente Sara e la caccia fuori di casa, ordinandole di non farsi più vedere.
Il killer riesce a mettere una cimice nell'automobile dell'ispettore Coliandro così da poterlo contemporaneamente pedinare e ascoltare cosa si dicono lui e Claudia. Nel frattempo, pure nell'ufficio della Longhi viene installata una microspia, grazie al lavoro di un finto elettricista. La Longhi fa arrivare nel suo ufficio un suo collega pm da Firenze, il quale spiega a lei e ai poliziotti che anche lui stava indagando su Dorrico, e aveva scoperto che Dorrico era riuscito a entrare in possesso di diversi documenti compromettenti, ma la sua indagine è stata insabbiata. Anche alla Longhi viene tolta l'indagine su Dorrico, ma lei chiede a De Zan di indagare comunque, in via ufficiosa. Si scopre che l'uomo che ha commissionato gli omicidi è proprio il dirigente della compagnia telefonica presente in quei documenti. Claudia e Coliandro vanno a parlare con lo smanettone. Claudia gli rimprovera di aver illuso Sara, dichiarandole più volte il suo amore per poi abbandonarla in un momento di difficoltà come questo. Lo smanettone insulta Claudia e vuole telefonare in questura per segnalare il comportamento di Coliandro, che si vede costretto a non reagire e ad abbozzare. Il killer, ascoltando tutto ciò che si sono detti Claudia e Coliandro in macchina, ha potuto facilmente rintracciare lo smanettone. Quest'ultimo ha un atteggiamento collaborativo con lui: gli fornisce un CD in cui ha copiato i documenti della chiavetta USB, gli dice che tale chiavetta se l'è portata via Sara, di non sapere dove Sara possa essere andata, e garantisce che non parlerà a nessuno di quei documenti. Nonostante questa collaborazione, il killer uccide anche lo smanettone senza nessuna pietà, iniettandogli coercitivamente della droga, facendo quindi sembrare che sia morto accidentalmente per overdose. Nel frattempo Claudia e Coliandro si preparano per andare al club, visto che devono avere informazioni dal 'figlio di papà', un cliente di Sara: Claudia riesce facilmente ad agganciarlo, ma non ha le informazioni che voleva e quando va in bagno l'uomo la segue e la importuna: a quel punto interviene Coliandro, che salva la ragazza e la porta fuori dal locale. Mentre sono in macchina, il killer continua a seguirli a distanza e poco dopo una macchina a folle velocità e una motocicletta si avvicinano con l'intenzione di speronare Coliandro. L'uomo a bordo dell'auto riesce a buttare fuori Coliandro, ma l'ispettore riesce a frenare in tempo, beccandosi anche la ramanzina di Claudia: il motociclista, intanto, si ferma e vorrebbe sparare ai due ragazzi ma deve desistere perché si accorge che il killer ha tirato fuori la pistola, credendo che volesse ammazzare lui. Dopo averla accompagnata a casa, Claudia invita Coliandro a casa sua e, dopo i soliti convenevoli, passano la notte insieme, ovvero fanno l'amore.
Frattanto, il killer e il direttore della società comunicazioni discutono al telefono ed è soprattutto il primo a lamentarsi perché non è d'accordo sul fatto che a sistemare la vicenda ci siano altre persone: allora il boss tranquillizza l'uomo, dicendogli che farà un paio di telefonate.
Il mattino seguente, Coliandro e Claudia vanno in questura e chiedono aiuto a Gargiulo: il ragazzo è titubante perché alla vista del sito internet ha paura che lo sospendano ma comunque c'è una svolta perché mentre guardano un particolare, la ragazza chiede aiuto ad una sua amica e riescono ad avere l'indirizzo che cercano. Arrivati sul posto, Coliandro comincia a interrogare il padrone di casa, scoprendo che non è la persona sul sito internet e Claudia può riabbracciare l'amica Sara; nel frattempo, il killer telefona alla moglie da una cabina telefonica, dicendole che non tornerà a casa e di mettere a letto i figli. Mentre Coliandro e Claudia discutono sul convincere o no Sara ad andare in questura per testimoniare, il killer suona alla porta e l'ingenuo geometra apre, credendo che sia un corriere con dei fiori: a questo punto, l'uomo, con la pistola puntata, tiene in ostaggio i presenti, ordinando all'ispettore di buttare la propria arma e a Sara di farsi consegnare la chiavetta USB. Quando il killer cerca di finire il lavoro, ecco che sopraggiungono nuovamente i due uomini che avevano speronato Coliandro: nel conflitto a fuoco seguente, entrambi i sicari moriranno e l'ispettore si trova faccia a faccia con il killer. L'uomo però, appena sente il suono della sirena della polizia, si punta l'arma alla tempia sparandosi; poco dopo arrivano De Zan e la Longhi con il nuovo questore, i quali ringraziano a modo loro l'operato di Coliandro. 
Per concludere la serata, Coliandro va a trovare Claudia, portandole una bottiglia di un vino molto costoso e quando pensano di poter iniziare una storia d'amore debbono fermarsi perché anche se sono uguali vivono su due mondi diversi, in quanto lui è un poliziotto mentre lei è un'escort ma comunque un bacio d'addio appassionato Coliandro a Claudia glielo dà.
- Protagonista femminile: Gloria Bellicchi (Claudia)
- Altri interpreti: Emanuela Garuccio (Sara), Ludmilla Radchenko (Eva), Giorgio Comaschi (geometra Zoboli, alias Ugo Piazza), Luis Molteni (Luigi Dorrico), Angelo Nicotra (direttore società comunicazioni), Roberto Citran (killer), Enrico Salimbeni (tecnico informatico, alias "lo smanettone") e Bob Messini (cliente di Claudia).

## Doppia rapina
- Diretto da: Manetti Bros.
- Scritto da: Carlo Lucarelli e Giampiero Rigosi.

### Trama
Un uomo sta urlando disperatamente all'interno di un allevamento di maiali. È stato rapito e viene tenuto appeso al di sopra degli animali, e davanti a lui ci sono dei mafiosi sadici e disumani che minacciano di lasciarlo divorare se non dice la verità su dove si trova un determinato soggetto che loro chiamano "il sagrestano". Il boss mafioso, soprannominato "zu Peppe", non ha nessuna intenzione di risparmiargli la vita. Anche se l'uomo rapito gli dice tutto quel poco che sa, ovvero che il "sagrestano" è andato a prendere il "salvagente", il boss ordina ad uno scagnozzo di ucciderlo comunque. Lo scagnozzo si dimostra particolarmente sadico e perverso, perché sorride ed è contento nel sentire le urla strazianti di quell'uomo che implora di non essere gettato in pasto ai maiali. Il boss gli dice di sbrigarsi perché devono andare a prendere il "sagrestano", e solo allora lo scagnozzo spara a quell'uomo, che diventa quindi il pasto dei loro suini.
Coliandro si trova in banca insieme a Gamberini per pagare una bolletta. La dipendente che si trova in uno degli sportelli è Alessia Pira, ma Coliandro non la riconosce sùbito. Si domanda tra sé e sé dove abbia già visto quella impiegata, e quando lo capisce è ben lieto di rivederla e di poter parlare con lei. Si sta avvicinando l'orario di chiusura, ma in banca arriva un signore molto anziano con un marcato accento francese, che chiede alla guardia giurata di entrare comunque perché ha una commissione importante da svolgere. Insieme all'anziano ci sono i due suoi aiutanti, più giovani di lui, marito e moglie. Gamberini, dopo aver ammirato l'avvenenza della bionda e scosciata aiutante dell'anziano, decide di andare via e saluta Coliandro. L'anziano fa la fila insieme agli altri clienti. Immediatamente prima di lui, c'è Coliandro che perde tempo a parlare con Alessia, chiedendole per quale motivo avesse in precedenza deciso di non fidanzarsi con lui. L'anziano, che è appunto "il sagrestano" che il boss vuole trovare, esorta Coliandro a sbrigarsi, perché ha molta fretta. Quando arriva il suo turno, il sagrestano chiede di poter accedere alla sua cassetta di sicurezza. Alessia quindi deve scendere con lui al piano di sotto. Coliandro dovrebbe andar via anche lui, ma ha problemi di intestino e chiede alla guardia giurata di poter andare al bagno. L'uomo gli dice che il bagno è al piano di sopra, e Coliandro scappa subito. A questo punto, in banca entrano gli addetti alle pulizie, che però si rivelano essere tre rapinatori armati di mitra. La guardia giurata non può fare nulla e i tre iniziano a dare ordini agli impiegati presenti: li fanno sedere tutti vicini, così da poterli tenere in pugno, ma uno degli impiegati, prima di lasciare la sua scrivania, riesce a premere il pulsante rosso che serve per allertare le forze dell'ordine. Uno dei tre rapinatori scende al piano di sotto e trova Alessia e il sagrestano, riportandoli immediatamente insieme agli altri ostaggi. Il cosiddetto "salvagente" che il sagrestano custodiva nella cassetta di sicurezza è un vecchio album di figurine dei calciatori, album che per il momento rimane lì incustodito. Coliandro, mentre sta espletando il suo bisogno fisiologico, fa cadere involontariamente il suo telefono cellulare fuori dal bagno. Arriva uno dei rapinatori, che non si accorge di Coliandro, ma prende il cellulare. Notando lo sfondo dell'ispettore Callaghan, il rapinatore pensa che quel telefono appartenga al vigilante, che mente dicendo che quel telefono è suo.
Coliandro, resosi conto che c'è una rapina in corso ma non avendo più il suo cellulare, cerca di mettersi in contatto con il commissariato tramite un telefono fisso che si trova in uno degli uffici del piano di sopra. I rapinatori hanno preso quanti più soldi dagli sportelli degli impiegati, e iniziano a farsi consegnare i portafogli dagli ostaggi. Si sentono le sirene della polizia che sta arrivando, e allora i tre rapinatori discutono tra di loro su cosa fare. Mentre parlano e stanno decidendo di arrendersi, i tre rapinatori vengono aggrediti da tre ostaggi, ossia il sagrestano e i due suoi aiutanti, che si dimostrano incredibile abili nel combattimento corpo a corpo, ma anche spietati perché non esitano a sparare ai rapinatori con i mitra che gli hanno appena sottratto. C'è però una sorpresa: quei mitra erano solo giocattoli. Gli altri ostaggi esultano pensando che la situazione si è risolta, ma il sagrestano minaccia tutti con la sua pistola, dicendo che la rapina continua.
Davanti alla banca arrivano la pm Longhi accompagnata dal nuovo questore. Il commissario De Zan comunica che un poliziotto ha telefonato in questura dicendo di essere all'interno della banca, ma la comunicazione si era interrotta prima che potesse dire il suo nominativo. Lo stesso De Zan dice che bisogna sperare che il poliziotto all'interno sia uno bravo, speranza condivisa anche dalla Longhi. Proprio in quel momento, però, arriva anche l'ispettore Gamberini, che rivela di essere stato pochi minuti prima in quella banca insieme a Coliandro. De Zan, la Balboni e la Longhi restano profondamente turbati da questa notizia. Il boss mafioso arriva in macchina con i suoi scagnozzi nella piazza antistante la banca, ma una pattuglia lo ferma e gli dice di tornare indietro, perché c'è una rapina in corso.
- Protagonista femminile: Cecilia Dazzi (Alessia Pira).
- Altri interpreti: Philippe Leroy (il ragioniere "sagrestano"), Marit Nissen (aiutante del "sagrestano"), Lorenzo Renzi (aiutante del "sagrestano"), Donato Placido (boss mafioso "zu Peppe"), G-Max (guardia giurata della banca), Tony Palazzo (uno dei mafiosi), Lamberto Bava (questore), Francesco Manfredi (rapinatore dilettante), Federico Mutti, Carmen Giardina, Pierre Tetek (rapinatore dilettante), Giorgia Sinicorni (giornalista).
- Guest star: Luca Carboni (nel ruolo del meccanico), Giovanni Gulino (nel ruolo di un mafioso) e Carmelo Pipitone

## Mai rubare a casa dei ladri
- Diretto da: Manetti Bros.
- Scritto da[4]: Giampiero Rigosi e Herbert Simone Paragnani

### Trama

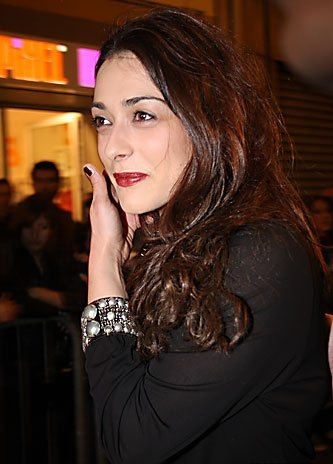
Valentina Lodovini (Francesca)

A bordo di un'automobile, alcuni uomini coperti da cappello e passamontagna vanno davanti al campo rom di Bologna. Iniziano a sparare all'impazzata con dei fucili di precisione, in maniera tale da non uccidere nessuno, ma da danneggiare pesantemente le roulotte e gli oggetti al loro interno. Poi lasciano una scritta minatoria utilizzando una vernice spray di colore verde, e se ne vanno. Il giorno dopo, Coliandro si sveglia prima del solito perché sente alcuni rumori in casa. Prende la pistola per affrontare questi malintenzionati, e si accorge che uno di questi è scappato dalla finestra. Poi sente ancora degli altri rumori provenire dal bagno, e lì trova nascosta una bambina zingara che sembra indifesa. Coliandro si ricorda di lei, perché l'aveva già fermata una volta che le aveva rubato il portafoglio sull'autobus. Coliandro ha inizialmente un atteggiamento burbero e severo nei confronti della bambina intrusa, ma poi si lascia intenerire (come la volta precedente) e decide di non segnalare questa violazione di domicilio. Le regala il portachiavi che lei voleva e la riaccompagna a casa sua, ossia al campo rom.
Appena arrivato lì con la sua automobile, Coliandro si meraviglia nel vedere che si sono parecchi poliziotti, tra cui anche l'ispettore Gamberini. Uno degli zingari, avendo subito capito che Coliandro è un poliziotto (anche se non indossa la divisa), si rivolge immediatamente a lui per spiegargli cosa è successo. Alcuni sconosciuti hanno sparato all'impazzata contro di loro, causando terrore e devastazione. Coliandro si accorge che una delle roulotte che è stata crivellata di proiettili ha stranamente una vernice freschissima, al punto da sporcargli le mani. Coliandro chiede allo zingaro il motivo per cui c'è quella vernice fresca, ma non ottiene nessuna risposta e non si insospettisce per questa stranezza. Poi Coliandro chiede se hanno preso il numero di targa, e ottenendo un'ulteriore risposta negativa, si lamenta del fatto che gli zingari non possano fornirgli nessun elemento utile per le indagini. A questo punto un altro zingaro inveisce contro di lui in una lingua incomprensibile. Interviene Francesca, una cooperante, che spiega a Coliandro che per gli zingari, come per tutti, è difficile riuscire a prendere il numero di una targa di un'automobile mentre ti stanno sparando all'impazzata. Segue un serrato dialogo in cui Coliandro già dà per scontato che gli autori della sparatoria siano altri zingari, Francesca obietta che gli zingari non fanno faide tra di loro, e Coliandro controbatte esplicitando i suoi pregiudizi sullo stile di vita dei rom e dei sinti. L'ispettore, quindi, riesce a sembrare uno xenofobo nonostante avesse poco prima dimostrato il suo buon cuore con la piccola Paula, la bambina che era entrata illecitamente a casa sua e che ora ritrova la sua amichetta e complice, che era riuscita a scappare dalla finestra di casa Coliandro.
Il battibecco tra Coliandro e Francesca viene interrotto dall'ispettore Gamberini, che saluta affettuosamente Francesca, la quale ricambia il saluto e lo chiama anche lei con il soprannome "Gambero". I due si sono conosciuti all'università, che Gamberini ha frequentato in ritardo, quando già lavorava in polizia. Francesca si dice contenta della presenza di uno come Gamberini nella polizia, perché così "alza la media", alludendo all'apparente xenofobia e all'apparente mentalità retrograda di Coliandro. Poco dopo, Gamberini spiega a Coliandro che questa sparatoria non ci voleva, perché la squadra mobile è già impegnata nel caso di una rapina in gioielleria di circa una settimana prima, rapina che è finita in tragedia, con due morti. Coliandro, allora, si offre di rientrare nella squadra mobile, ma arriva il commissario De Zan che lo raggela e gli ordina di tornare immediatamente all'incarico che gli aveva affidato, vale a dire l'ufficio scomparsi.
Quando gli inquirenti sono andati via, diventa evidente che alcuni zingari sanno più di quel che hanno voluto dire. Infatti, uno parla con un altro più giovane e gli dice che la prossima volta quelle persone non si limiteranno a fare danni materiali, ma uccideranno. Il giovane, allora, capisce che è necessario restituire a quelle persone ciò che hanno sottratto. Infatti, le due bambine che erano entrate a casa di Coliandro, erano in precedenza andate a rubare, insieme al giovane, anche a casa di uno degli uomini che poi sono venuti a sparare. Lui, di cognome Verbena, è arrabbiatissimo per questo, e ha sparato per far loro capire che gli devono restituire i gioielli. Quando Verbena parla con i suoi complici, si capisce che sono stati loro a compiere la rapina in gioielleria, e il complice meno spietato degli altri è preoccupato perché non vuole rischiare di essere incriminato per l'omicidio del gioielliere, non commesso da lui. I gioielli che Verbena avrebbe dovuto piazzare illecitamente, sono stati poi trafugati dal giovane zingaro e dalle due bambine, che non sapevano minimamente della gravità di ciò che stavano facendo, ossia di rubare a casa di un delinquente.
Viene organizzato l'incontro: il giovane zingaro è in macchina e le due bambine sono sedute sui sedili posteriori. Il giovane si raccomanda con loro di non toccare assolutamente il contenuto del sacchetto di gioielli, visti i guai che ha causato. Paula, però, disobbedisce e sottrae un anello, contando sul silenzio dell'altra bambina. Appena arrivati al luogo dell'incontro, il giovane zingaro restituisce a Verbena il sacchetto con i gioielli, ha un atteggiamento sottomesso e commiserevole nei confronti di quei criminali ben più potenti e pericolosi di lui, e promette a Verbena che non racconteranno a nessuno di ciò che è successo. Nonostante è ben risaputo che gli zingari non raccontano nulla né alla polizia né ad altri di ciò che succede con i loro traffici, Verbena non si fida: l'incontro è in realtà una trappola, e i suoi complici cominciano a sparare. Le due bambine scappano in direzioni opposte, il giovane zingaro cerca di rispondere al fuoco, ma è in minoranza e viene subito colpito. Paula riesce a sfuggire alle grinfie di uno dei criminali che l'aveva inseguita. L'altra bambina, invece, viene acciuffata e riportata davanti al giovane ferito. I criminali hanno visto che manca un anello, e il loro capo Verbena chiede dove si trova. La bimba si vede costretta a fare la spia e a rivelare che l'anello è stato preso dalla fuggitiva Paula, illudendosi che con questa informazione possa salvarsi la vita. Verbena, invece, è spietato: uccide il giovane già ferito e poi uccide anche la povera bambina, con un colpo secco in fronte. Il suo complice che in precedenza si era lamentato per l'omicidio del gioielliere, questa volta urla inorridito e indignato per questo inutile spargimento di sangue e per questo orribile infanticidio.
Coliandro ha noleggiato un film di genere horror, Il bosco fuori, e lo sta guardando in casa sua. A un certo punto, si accorge di una sagoma inquietante che lo sta osservando. È la piccola Paula: come prima reazione Coliandro alza subito la voce, ma poi capisce subito che la zingarella è turbata da qualcosa. Le chiede di raccontarle cosa è accaduto, ma lei non vuole. Le dice di essere disposto a riaccompagnarla al campo rom, ma lei gli chiede di ospitarla in casa sua. Coliandro, ricordandosi che Francesca lavora per un'associazione che aiuta i più sfortunati e sapendo che Francesca sa come interagire con gli zingari, decide di telefonarle e le chiede di venire a casa sua. Mentre la aspettano, Coliandro e Paula continuano a vedere Il bosco fuori in DVD, nonostante si tratti chiaramente di un film horror, film che quindi non dovrebbe essere visto dai bambini. Appena Francesca arriva, la sua prima reazione è quella di spegnere il televisore, accusando Coliandro di essere un irresponsabile a far vedere un film come quello ad una bambina. Coliandro reagisce stizzito, e mostra di avere ben poco tatto nei confronti della giovane donna e della bambina, tendando di imporsi con autorità e pretendendo che Paula parli subito e dica tutto ciò che le è successo. Visto il comportamento di Coliandro, la bambina chiede a Francesca di andare via da lì.
Francesca la porta a casa sua, che in realtà non è proprio casa sua, visto che vive in affitto insieme a tre studenti universitari, che non approvano la decisione di ospitare Paula. Quest'ultima racconta che ci sono degli "uomini cattivi" che hanno ucciso lo zingaro giovane e l'altra bambina, e che vogliono uccidere anche lei e riprendersi l'anello. Francesca chiede al direttore della sua associazione di occuparsi lui di riconsegnare l'anello ai carabinieri, così gli "uomini cattivi" non potranno venire a sapere dove si trova la bambina. Il direttore, inconsapevole della gravità della situazione, telefona al numero specifico della caserma dei carabinieri a cui l'associazione si rivolge sempre quando ci sono problemi. Il direttore spiega di aver trovato un tale anello, e che essendo sicuramente un oggetto rubato vuole sottoporlo al controllo dei tutori dell'ordine. Tuttavia, il maresciallo dei carabinieri che sta dall'altro capo del filo è proprio Verbena, lo spietato assassino. Verbena manda immediatamente i suoi due complici a fare irruzione nell'associazione, e trovano il direttore che stava parlando con un extracomunitario. Si fanno riconsegnare l'anello e si fanno dire in quale struttura è stata portata la bambina. Dopo aver ottenuto l'anello e le informazioni che cercavano, i due malviventi uccidono a sangue freddo sia il direttore e sia il cittadino extracomunitario che parlava con lui. Dopodiché, mettono a soqquadro la stanza per simulare una rapina.
Paula non vuole stare nella struttura di accoglienza, e chiede a Francesca di poter ancora essere ospitata da lei. Francesca e Paula vanno nella sede dell'associazione, e lì trovano una folla di curiosi e i carabinieri che non lasciano passare nessuno. Francesca viene a sapere che il direttore è stato ucciso, ed è disperata per la perdita del suo amico. Ma non ha nemmeno il tempo di addolorarsi, perché la piccola Paula ha riconosciuto Verbena che stava lì come inquirente, e Verbena guarda la bambina con uno sguardo da criminale, pur non potendo fare nulla perché stava in divisa e in presenza di tante persone. Paula è terrorizzata dallo sguardo di Verbena, e anche Francesca capisce che quell'uomo ha riconosciuto la bambina. Le due scappano via e Francesca chiede aiuto a Coliandro.
Coliandro, assieme a Francesca e Paula si reca in un parco per poter chiarire meglio la situazione. Coliandro chiede a Paula di raccontare tutto sin dall'inizio, ma questa non riesce a dare informazioni utili. Allora l'ispettore decide di portare Paula in questura, ma questa scappa senza che lui se ne accorga. A questo punto, i due devono recuperare Paula prima che la ritrovino Verbena e i suoi scagnozzi. Coliandro vuole rivolgersi a qualcuno che possa dargli retta, possibilmente un carabiniere e gli viene in mente il brigadiere Gambardella, detto Bove. Pensa proprio a lui dato che la mattina del giorno precedente lo aveva arrestato, non avendo capito che stava facendo un'operazione sotto copertura contro degli spacciatori. Tra l'altro, il brigadiere "Bove" era già stato arrestato anni prima da Coliandro per lo stesso motivo. Detto ciò, si reca da Gambardella, impegnato ancora in un'operazione undercover. Coliandro, senza destare sospetti, allontana lo spacciatore che stava con Gambardella e vuole parlare con quest'ultimo. Assieme a lui si recano nel posto dove è avvenuta la sparatoria riguardante Verbena e lo zingaro che stava con Paula e l'altra bambina. Mentre Coliandro e Francesca guardano in giro per trovare delle prove, Gambardella fa una chiamata ad un suo collega per sapere se a loro risulta qualcosa riguardo a Paula e/o ad altri topi d'appartamento. Coliandro riporta Gambardella a casa sua e così anche Francesca. 
Durante la notte, i due scagnozzi di Verbena uccidono un negoziante. Il complice "buono" di Verbena viene ucciso dal suo "superiore" con tre colpi di pistola. Uno dei due complici mette in mano il fucile con il quale aveva sparato al negoziante e, assieme all'altro scagnozzo, scappa. Verbena allora chiama il 112 e viene encomiato per l'operazione svolta.
Il giorno dopo, mentre Francesca è al lavoro, riceve una chiamata dai suoi coinquilini. Questi le dicono che due uomini (scagnozzi di Verbena) hanno fatto irruzione nella casa cercando lei e Paula. Coliandro si reca di nuovo al campo nomadi, stavolta con Francesca, per ricavare altre informazioni. Intanto vengono seguiti dai due scagnozzi di Verbena, i quali, però, vengono avvistati da due ragazzini zingari. Questi, con la macchina di Coliandro seminano i criminali e nel frattempo ritrovano Paula. Assieme a quest'ultima, Coliandro e Francesca si recano a casa di Gargiulo, in attesa dell'arrivo del brigadiere Gambardella, il quale è riuscito a ricavare più informazioni su Verbena. Gambardella racconta tutta la storia del lavoro di Verbena. Qualche anno prima, Verbena lavorava in un certo "Nucleo Operativo" dei Carabinieri in una regione del sud Italia, prendendosi un paio di encomi. Verbena era un uomo destinato a fare carriera, ma, il problema, era che Verbena si dimostrava molte volte una "mela marcia". Qualcuno cominciò a sospettare di lui quando dei carabinieri si accorsero che la droga che arrivava al comando era sempre un po' di meno di quella sequestrata. È stata fatta un'inchiesta, ma Verbena ne è uscito innocente. Le colpe si sono riversate su un suo collega, il quale, pare che si sia sparato (molto probabilmente era una messa in scena di Verbena per farlo sembrare un suicidio). Dopo questa tragedia, Verbena cominciò a lavorare a Bologna. Perciò, bisognava trovare un modo per incastrare Verbena. Allora Gambardella decide di mettere una cimice all'interno dei vestiti di Verbena per poter registrare quello che dice, mentre lui prova a convincerlo del fatto che si vuole unire alla sua banda. Così fanno. Gambardella viene fatto salire in macchina con Verbena e i suoi scagnozzi, ma Verbena si assenta un attimo per andare a comprare un pacchetto di sigarette, dato che ne è rimasta una sola. Verbena si mette una mano in tasca, notando che manca il portafogli, sottratto da Paula mentre gli metteva la cimice. Al suo posto trova la cimice. Butta la cimice in un bidone e rientra nella macchina. Verbena fa scendere uno dei suoi scagnozzi alla ricerca del complice di Gambardella che possedesse la cimice, mentre tiene Gambardella sotto tiro con una pistola. Il complice trova Coliandro, Francesca e Paula nella macchina dell'ispettore con un registratore collegato alla cimice. Lo scagnozzo ordina di seguire la macchina dove c'è Verbena. Paula lancia il portafogli di Verbena fuori dal finestrino. Ciò causa una distrazione di Coliandro, che sbatte alla macchina di Verbena. Quest'ultimo scende subito dalla macchina, tentando la fuga. Viene inseguito da Coliandro, che aveva requisito la pistola al complice e da Gambardella, che aveva preso la pistola di Verbena. Coliandro e Bove riescono ad arrestare il malvivente. Poco dopo, Coliandro riaccompagna Paula al campo rom e, dopo aver ricevuto il saluto dal capo e l'abbraccio della stessa ragazzina, se ne va con Francesca in città: mentre si salutano, la donna gli confessa che non si sarebbe mai immaginata di essersi innamorata di uno sbirro e l'ispettore gongola ma fraintende perché Francesca in realtà ha preso una cotta per Bove e quando il carabiniere arriva con il cane gli corre incontro e lo bacia appassionatamente, con l'uomo che fa il gesto del dito medio al povero Coliandro che assiste alla scena rimanendoci male. Tornato alla centrale, l'ispettore è arrabbiato ancora per quello che ha visto, allora Gargiulo gli offre un caffè ma lui lo offre alla Longhi, convinto che non sia buono, invece il parere della donna conferma il contrario: c'è anche De Zan, il quale continua a ricordare al nostro eroe che deve recuperare la bicicletta della figlia del prefetto e Coliandro risponde sempre che ci sta lavorando ed è quasi alla conclusione. Dopo aver preso un altro caffè e chiarito con i colleghi che se la miscela non era buona è stato per colpa sua e non del povero Gargiulo, Coliandro si mette all'opera per trovare la bicicletta assieme a Gamberini: mentre discutono in macchina, l'ispettore riesce finalmente a trovarla e si dirige sul posto dove ci sono due individui, ma il ladro fugge ancora e allora ferma l'altra persona, scoprendo che si tratta di Bove, il carabiniere con cui ha lavorato. Coliandro appena lo riconosce gli molla un pugno e se ne va soddisfatto.
- Protagonista femminile: Valentina Lodovini (Francesca).
- Altri interpreti: Gigio Alberti (maresciallo capo Verbena), Davide Devenuto (brigadiere Gambardella, "Bove"), Marilyn Roman Hadzovich (Paula), Nadir Mura, Jacopo Bonvicini, Andrea Santonastaso, Salvatore Inserra e Dario Oppido (scagnozzo).